# 大吉賢
大吉 賢（おおよし けん、1998年11月26日 - ）は、日本の柔道家。茨城県出身。階級は73kg級。身長174cm。段位は四段。組み手は左組み。血液型はB型。得意技は裏投。

## 経歴
柔道は5歳の時に明野晴明館で始めた。明野中学2年の時に全国中学校柔道大会60kg級の2回戦で敗れた。日体大荏原高校へ進むと、2年の時には全国高校選手権73kg級で5位にとどまったが、団体戦では同級生の藤原崇太郎や1年後輩の塚本綾などとともに活躍して優勝した。3年の時には金鷲旗とインターハイの決勝で国士舘高校にそれぞれ敗れると、個人戦では3位に終わった。2017年には日体大へ進学すると、3年の時には学生体重別で2位になった。4年の時には講道館杯の準決勝でパーク24の海老沼匡に一本背負投で敗れるも3位になった。2021年には了徳寺大学の職員になると、体重別では決勝で海老沼に合技で敗れて2位にとどまった。国際大会初出場となったグランドスラム・バクーでは2回戦でリオデジャネイロオリンピック銀メダリストである地元アゼルバイジャンのルスタム・オルジョフを合技で破るなど全て一本勝ちして決勝まで進むも、ロシアのマフマドベク・マフマドベコフに反則負けを喫して2位に終わった。2022年4月の体重別では準決勝でパーク24の塚本に技ありで敗れた。5月の全日本強化選手選考会では優勝した。6月のグランドスラム・トビリシでは決勝で地元ジョージアの世界チャンピオンであるラシャ・シャフダトゥアシビリと対戦すると、技ありを先取されるも終了間際に技ありを取り返すが、GSに入ってから再び技ありを取られて2位にとどまった。10月の講道館杯では決勝で慶応義塾高校教員の古賀颯人を腕挫十字固で破って優勝した。12月のグランドスラム・東京では準決勝で古賀に反則負けを喫して3位に終わった。2023年3月のグランドスラム・タシケントでは初戦でスイスのニルス・シュトゥンプに開始早々の足車で敗れた。4月からはそれまで職員だった了徳寺大学の柔道部がSBCメディカルグループの傘下に入ったため、SBC湘南美容クリニックの所属となった。体重別では準決勝で日体大4年の石原樹に合技で敗れて3位に終わった。6月のグランドスラム・ウランバートルでは、決勝で中立選手として出場したロシアのダニル・ラブレンテフを裏投げで破って、IJFワールド柔道ツアー初優勝を飾った。8月のワールドマスターズでは初戦でイスラエルのトハル・ブトブルに技ありで敗れた。9月のアジア大会団体戦では準決勝の韓国戦でイ・ウンギョルを裏投げで破ると、決勝のウズベキスタン戦では今大会の個人戦で優勝したムロジョン・ユルドシェフを隅落で破ってチームの優勝に貢献した。2024年2月のグランドスラム・パリでは初戦でスペインのホルヘ・カノ・ガルシアに反則負けを喫した。11月の講道館杯では3位だった。
IJF世界ランキングは700ポイント獲得で55位（24/10/28現在）。

## 戦績
- 2016年 - 全国高校選手権 個人戦 5位 団体戦 優勝
- 2016年 - 金鷲旗 2位
- 2016年 - インターハイ 個人戦 3位 団体戦 2位
- 2017年 - 全日本ジュニア 5位
- 2018年 - 学生体重別 5位
- 2019年 - 学生体重別 2位
- 2020年 - 講道館杯 3位
- 2021年 - 体重別 2位
- 2021年 - グランドスラム・バクー 2位
- 2022年 - 体重別 3位
- 2022年 - 全日本強化選手選考会 優勝
- 2022年 - グランドスラム・トビリシ 2位
- 2022年 - 講道館杯 優勝
- 2022年 - グランドスラム・東京 3位
- 2023年 - 体重別 3位
- 2023年 - グランドスラム・ウランバートル 優勝
- 2023年 - アジア大会 団体戦 優勝
- 2024年 - 講道館杯 3位

（出典、JudoInside.com）